# Javoriv
Javoriv (in ucraino Яворів?, in russo Яворов?, Javorov, in polacco Jaworów) è una città dell'Ucraina (12 785 abitanti) situata nel distretto di Javoriv, nell'oblast' di Leopoli. Ospita l'amministrazione del distretto di Javoriv e della comunità territoriale di Javoriv, una delle comunità territoriali dell'Ucraina.
Non lontana vi è la località termale di Šklo con sorgenti sulfuree.
Nel suo territorio si estende il Parco nazionale di Javoriv.

## Storia
La città è citata per la prima volta in documenti scritti nel 1436. Ricevette il diritto di Magdeburgo nel 1569 dal re Sigismondo II Augusto. Fu una delle residenze preferite di re Giovanni III di Polonia, in cui lo stesso ricevette le congratulazioni del Papa per il suo successo contro i Turchi a Vienna del 1683.
Fino a quando non avvennero le spartizioni della Polonia, Javoriv fu un importante centro di commercio, che si trovava lungo la strada principale da Jarosław a Leopoli. Nel 1772 fu annessa dalla Monarchia asburgica, come parte della Galizia austriaca, in cui rimase fino alla fine del 1918. In Galizia, fu sede di una contea, con la popolazione di quasi 11.000 abitanti (ebrei, polacchi, ucraini, cechi).
Nell'immediato primo dopo guerra, l'area di Jaworiv fu teatro di scontri tra polacchi e ucraini (vedi Guerra polacco-ucraina). Qui nel 1919, le autorità della Repubblica Nazionale dell'Ucraina Occidentale uccisero 17 prigionieri polacchi, i quali erano accusati di aver complottato contro il governo. Dopo la guerra, la città divenne parte della Seconda Repubblica di Polonia, in cui rimase fino all'invasione della Polonia del settembre 1939.
Anche il 13 marzo 2022 Javoriv viene interessata da operazioni belliche, durante la crisi tra Russia e Ucraina, con otto missili caduti sulla base militare della cittadina.

## Amministrazione

### Gemellaggi
Javorov è gemellata con le seguenti città:

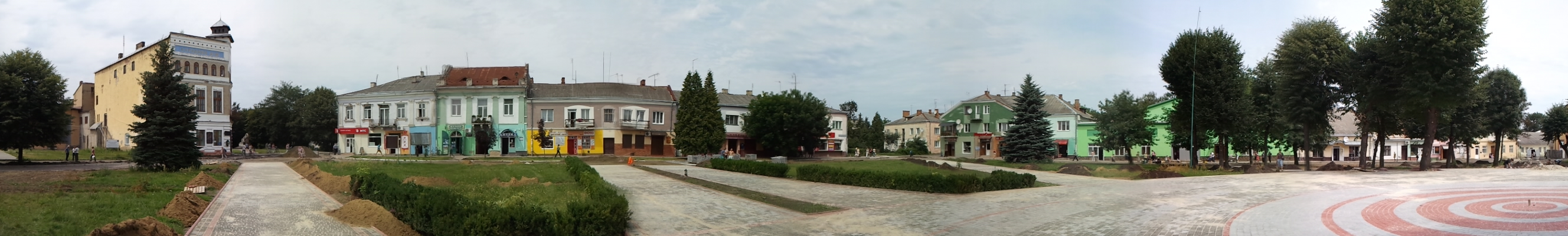
Centro di Javoriv

- Jarosław, dal 2006
- Węgorzewo
- Lubaczów
- Trakai